# Kezdőlap
| Üdvözlünk a Wikipédiában! Ezt az enciklopédiát az olvasói szerkesztik. A magyar változatnak 559 834 szócikke van, ebből 1059 kiemelt. | \| - Biológia - Fizika - Földrajz \| - Kultúra - Matematika - Művészet \| - Technika - Társadalom - Történelem \| - Sport - Természet - Vallás \| Összes portál \| Mobilos változatKapcsolatfelvétel / Contact |                                      |                              |               |
| - Biológia - Fizika - Földrajz | - Kultúra - Matematika - Művészet | - Technika - Társadalom - Történelem | - Sport - Természet - Vallás | Összes portál |

| Wikiszótár | Wikiszótár Többnyelvű szótár és szinonimaszótár |

| Wikimédia Commons | Wikimédia Commons Szabad médiaállományok gyűjteménye |

| Wikidézet | Wikidézet Többnyelvű idézet- és szólásgyűjtemény |

| Wikiegyetem | Wikiegyetem Jegyzetek és tanulási segédletek |

| Wikifajok | Wikifajok Rendszertani adatbázis |

| Wikiforrás | Wikiforrás Szabad forrásmunkák |

| Wikikönyvek | Wikikönyvek Szabad kézikönyvek és útmutatók |

| Wikidata | Wikidata Szabad központi tudásbázis |

| Wikivoyage | Wikivoyage Szabad útikalauz |

| Meta-Wiki | Meta-Wiki A Wikimédia-projektek koordinációja |